# Vatsiaiana
Vatsiaiana (entre los siglos I y VI d. C.) fue un religioso y escritor de la India, en la época del Imperio gupta.
Su obra más importante fue el Kama sutra.
Al final de ese texto, el autor escribe sobre sí mismo:

Después de leer y considerar los trabajos de Babhravia y otros autores anteriores, y pensando en el significado de las reglas que se presentan en ellos, este tratado fue compuesto de acuerdo con los preceptos de las Sagradas Escrituras, por Vatsiaiana, mientras llevaba vida de estudiante religioso célibe en Benarés y completamente dedicado a la contemplación de la deidad. Este texto no se debe usar meramente como instrumento para satisfacer los deseos.
Úna persona conocedora de los verdaderos principios de este conocimiento, que preserva su dharma [virtud o mérito religioso], su artha [riqueza material] y su kama [placer sexual] y que tiene cuidado con las costumbres de las personas, seguramente obtendrá el control sobre sus sentidos. Es decir, un hombre inteligente y conocedor que cuide tanto dharma como artha y kama, que no se vuelva esclavo de sus pasiones, obtendrá el éxito en todo lo que quiera hacer.
Vatsiaiana, en el Kama-sutra

## Datación
No es posible fijar la fecha exacta de la vida o las obras de Vatsiaiana.
Se supone que debe haber vivido entre el siglo I y el VI d. C. por dos razones:
En el Kama-sutra menciona que el rey Satakarni Satavajana (de Kuntala) mató a su esposa, Malaievati, con un instrumento llamado kartari en el momento de tener relaciones sexuales. Vatsiaiana cita este caso para advertir a los hombres del peligro que surge de las «antiguas» costumbres hindúes de lastimar a la mujer bajo la influencia de la pasión. Se cree que este rey de Kuntala vivió y reinó durante el siglo I d. C., por lo que Vatsiaiana habría vivido durante o después de este siglo.
Por otra parte, el astrónomo Varaja Mijira, en el capítulo 18 de su Brijat-samjita, trata acerca del arte del amor y parece haber copiado textos del Kama-sutra. Se cree que Varaja Mijira vivió durante el siglo VI.

## Datos biográficos
Vatsiaiana era hijo de un erudito brahman.
Se supone que su nombre real era Malli Naga o Mrillanaga, y Vatsiaiana su apellido (nombre de familia).
Algunos especulan que pasó su infancia en un prostíbulo, donde trabajaba su tía favorita.
Allí, Vatsiaiana habría obtenido sus primeras e indelebles impresiones sobre los artificios sexuales y la seducción.
Su nombre aparece como el autor del Kama-sutra. No hay que confundirlo con Pakṣilasvāmin Vatsiaiana, autor del Niaiá-sutra-bhasia (el primer comentario al Niaiá-sutra de Gótama).
Sin embargo es poco probable que el mismo autor haya escrito ambos textos.